# 国家補償
国家補償（こっかほしょう）とは、国家の活動によって私人に損失が生じた場合に、その損失を填補することによって救済を図る制度を指す、講学上の用語。国家補償には大別すると、国家の違法な活動により生じた損害に対して賠償を行う国家賠償制度と、土地収用など国家の適法な私人の財産権の剥奪による損失に対して補償を行う損失補償制度があり、それぞれ固有の発展過程を辿っている。
国家補償は損失の補填にかかる二つの制度を包括して捉えるものであるが、早くからドイツでは国家賠償と損害賠償の制度の基礎として公平負担の原則が析出されており、また二つのカテゴリーではカバーされない問題も登場しており包括概念を設定することで新しい解釈論ないし立法論を展開すべき必要性が存在しているとされる。

## 国家賠償
国家賠償制度は、広義には、国家の違法な活動により私人に対して損害を与えた場合にその損害を国家が補填する制度である。
近代国家が成立した当初、一般には主権者免責と呼ばれる国家無責任の原理が支配的であり、国の不法行為責任は否定されていた。
ただ、不法行為の実際の行為者たる公務員個人の民事責任は認められていた。イギリスでは、公務員に対する法的責任の追及は一般市民に対するのと同じ裁判所で民事上の不法行為制度によって処理されていた。また、ドイツやフランスでは、一定の要件のもとで公務員の民事責任が古くから認められていた。
しかし、行政活動に起因する損害の賠償を、公務員個人の責任にとどめることは、賠償能力などの点から限界に突き当たる。国の活動領域の拡大に伴い、市民に損害を与える機会も必然的に増大するため、国家無責任の原則を貫くことは困難になる。
19世紀末以後、ドイツやフランスなどの国々で、立法上あるいは判例上で国の賠償責任が認められるにいたったが、その内容は各国によって一様ではない。
日本で国家賠償制度が整備されたのは日本国憲法においてである（日本国憲法第17条）。憲法第17条を受けて国家賠償法（昭和22年法律第125号）が制定された。国家賠償法第1条第1項は「国又は公共団体の公権力の行使に当る公務員が、その職務を行うについて、故意又は過失によって違法に他人に損害を加えたときは、国又は公共団体が、これを賠償する責に任ずる。」と定め、また国家賠償法第2条第1項は「道路、河川その他の公の営造物の設置又は管理に瑕疵があったために他人に損害を生じたときは、国又は公共団体は、これを賠償する責に任ずる。」と定める。

## 損失補償
損失補償制度は、適法な公権力行使により加えられた財産上の特別の犠牲に対して、全体的な公平負担の見地からこれを調整するためにする財産的補償を行うものである。
市民革命期の憲法は、財産権の絶対的権利のとしての側面を強調しながら、正当な補償を条件として私有財産を公共のために収用することを認めていた。
日本では損失補償について日本国憲法第29条第3項に規定が置かれている。

## 国家補償の谷間
理論的にみると国家賠償と損失補償のいずれかに割り切ることが困難な境界領域があり、これら二つの制度ではカバーできない問題（国家補償の谷間）があることが指摘されている。
- 公権力の行使としての公務員の行為が違法ではあるが無過失の場合[10]
国家賠償の場合には公務員の過失の存在を要件としており、他方、損失補償も従来の観念では適法行為に限定されている[10]。個別的な立法による対応も行われているが、国家賠償法で一般的に無過失責任を認めるべきかという点もあり将来の課題となっている[11]。
- 営造物の設置又は管理について瑕疵がない場合[12]。
日本の国家賠償法第2条は公の営造物の設置又は管理に瑕疵があった場合の国の無過失責任を定めているが、瑕疵のない場合にも責任を負うということにはならない[12]。立法論としても営造物から生じる損害について無条件に全額を税金で負担することが妥当かという問題がある[11]。保険制度を含めた災害防止や危険負担についての総合的な対策が図られるべきとされている[11]。
- 強制的国家活動について法が認めているが、それによって生じた被害をそのまま放置することが正義に反する状況となる場合[12]
法の定めるところに従い強制予防接種が行われ、注意義務を怠らなかったにもかかわらず、後遺症が発生したような場合である[12]。
日本では、小樽種痘予防接種禍事件で、最高裁が「予防接種によって右後遺障害が発生した場合には、禁忌者を識別するために必要とされる予診が尽くされたが禁忌者に該当すると認められる事由を発見することができなかったこと、被接種者が右個人的素因を有していたこと等の特段の事情が認められない限り、被接種者は禁忌者に該当していたと推定するのが相当である。」と判示している（最判平成3・4・19民集45巻4号367頁）。
なお、予防接種法第15条以下は定期の予防接種等による健康被害の救済措置について定めている。
- 公務災害や戦争災害のように被害者の置かれた包括的環境が危険である場合[12]
危険状態が一般的になるほど補償を一義的に定めることは困難になるという問題がある[13]。
日本では立法として国家公務員災害補償法や警察官の職務に協力援助した者の災害給付に関する法律などが定められている[13]。